# Brana Norak
Brana Norak je zemljana nasuta brana na rijeci Vahš u Tadžikistanu. S 300 m visine, to je trenutno najviša brana u svijetu. Brana Rogun, koja će biti isto na rijeci Vahš, možda će je preteći kad bude sagrađena (335 m). Brana se nalazi u visokom klancu, 75 km istočno od glavnog grada Dušanbe. Grad u blizini brane, koji se isto zove Norak, ima smještaj za inženjere i radnike s brane. 

## Izgradnja
Brana Norak je bila sagrađena još dok je Tadžikistan bio u sklopu Sovjetskog saveza. Gradnja je započela 1961., a završena 1980. godine. To je jedinstvena konstrukcija, jer je jezgra brane sagrađena s cementom, stvarajući nepropusnu pregradu, a zatim je nasuta s nabijenom zemljom. Obujam nasute brane je 54 000 000 m3. 

## Elektrana
U strojarnici ima devet Francisovih turbina, od kojih svaka ima instaliranu snagu 300 MW, tako da je ukupna instalirana snaga 2 700 MW, što tu hidroelektranu čini 23. u svijetu. To je dovoljno za 98% potreba za električnom energijom Tadžikistana.

## Umjetno jezero
Umjetno jezero Norak je najveće umjetno jezero u Tadžikistanu, sa sadržajem vode od 10,5 km3. Dugo je preko 70 km, a površina zauzima 98 km2. Voda iz jezera služi i za navodnjavanje poljoprivrednog zemljišta (oko 700 km2). Sumnja se da je gradnja ovog umjetnog jezera povezana s povećanom seizmološkom aktivnosti u ovom području i sve češćoj pojavi potresa. 

## Vanjske poveznice
- (engl.) AQUASTAT - FAO's Information System on Water and Agriculture: Tajikistan, 1997., Food and Agriculture Organization of the United Nations, Land and Water Development Division
- (engl.) Exhibitions to the Beginning of Amudarya  Arhivirana inačica izvorne stranice od 6. listopada 2014. (Wayback Machine), International Conference on Regional Cooperation in Transboundary River Basins, 2005.
- (engl.) Highest Dams (World and U.S.)  Arhivirana inačica izvorne stranice od 5. travnja 2008. (Wayback Machine), Stanford University, Department of Civil & Environmental Engineering, 2005.
- (engl.) Nurek Dam  Arhivirana inačica izvorne stranice od 24. rujna 2015. (Wayback Machine)

Wikimedijski zajednički poslužitelj:
|  | Zajednički poslužitelj ima još gradiva o temi Brana Norak |